# Ibn Bassām
Abū l-Hasan ʿAlī Ibn Bassām asch-Schantarīnī (arabisch أبو الحسن علي بن بسام الشنتريني, DMG Abū l-Ḥasan ʿAlī Ibn Bassām aš-Šantarīnī * vor 1084 in Santarém, heute Portugal; † 1147/48 (542 H.)) war ein islamischer Geschichtsschreiber und Poet in Al-Andalus.
Ibn Bassāms zwischen 1106 und 1111 entstandenes Hauptwerk ist die während der Almoraviden-Zeit in Reimform verfasste aḏ-Ḏaḫīra fī maḥāsin ahl al-ǧazīra (‚Schatzkammer der Leistungen der Leute von der [iberischen Halb]Insel‘), eine der wichtigsten Quellen zu Geschichte, Literatur und Kultur zur Zeit der mulūk aṭ-Ṭawā’if (Taifa-Königreiche). Die aḏ-Ḏaḫīra ist die wichtigste Quelle für den verlorenen al-Matīn des Ibn Ḥayyān, den sie, neben den in Reimform geschriebenen Briefen der andalusischen Potentaten, seitenweise wiedergibt.
Der Orientalist Reinhart Dozy basierte seine Geschichte der Mauren in Spanien (1861) teilweise auf Ibn Bassāms Darstellung.